# Дитятинська сільська рада
| Дитятинська сільська рада — орган місцевого самоврядування у Галицькому районі Івано-Франківської області з адміністративним центром у с. Дитятин. Історична дата утворення: в 1950 році. Сільській раді підпорядковані населені пункти: - с. Дитятин — населення 505 чол.; площа 13,343 кв.км; - с. Набережне — населення 71 чол.; площа 0,467 кв.км; - с. Хохонів — населення 428 чол.; площа 3,018 кв.км; |

## Склад ради
Рада складається з 16 депутатів та голови.

### Керівний склад ради
| ПІБ                           | Основні відомості                                            | Дата обрання | Дата звільнення |
| ----------------------------- | ------------------------------------------------------------ | ------------ | --------------- |
| Перепічка Мирослав Михайлович | Сільський голова, 1965 року народження, освіта, безпартійний | 26.03.2006   | 01.11.2007      |
| Габ'як Степан Михайлович      | Сільський голова, 1972 року народження, освіта, безпартійний | 16.03.2008   | 31.10.2010      |

Примітка: таблиця складена за даними джерела